# Bezîkiv, Horodnea
Bezîkiv (în ucraineană Безиків) este un sat în comuna Burivka din raionul Horodnea, regiunea Cernihiv, Ucraina.

## Demografie
Componența lingvistică a localității Bezîkiv
     Ucraineană (96,55%)
     Rusă (3,45%)
Conform recensământului din 2001, majoritatea populației localității Bezîkiv era vorbitoare de ucraineană (96,55%), existând în minoritate și vorbitori de rusă (3,45%).